# Tân Ninh, Tân Thạnh
Tân Ninh là một xã cũ thuộc huyện Tân Thạnh, tỉnh Long An, Việt Nam. Đây là địa bàn tiếp giáp 3 tỉnh Long An, Tiền Giang và Đồng Tháp.
Xã Tân Ninh có hình dạng chiếc rìu (búa) với diện tích 28,1 km², dân số năm 1999 là 7537 người, mật độ dân số đạt 268 người/km². Hiện nay tính đến năm 2013 dân số toàn xã ước đạt trên 8.000 người, với mật độ 287 người/km²

## Vị trí địa lý
- Xã Tân Ninh là một xã vùng sâu thuộc tỉnh Long An, nằm cách trung tâm huyện Tân Thạnh khoảng 16 km theo đường Bằng Lăng nối liền tỉnh lộ 837 và cách trung tâm huyện theo đường quốc lộ N2 chỉ 14 km; cách trung tâm tỉnh lị Long An(Tp. Tân An) khoảng 60 km.
- Tuy là một xã vùng sâu của tỉnh, song điều kiện kinh tế xã hội tương đối thuận lợi nhờ vị trí đầu mối tiếp giáp 3 tỉnh Long An - Tiền Giang - Đồng Tháp. Ngoài ra, trung tâm chợ xã cách thị trấn Mỹ An (huyện Tháp Mười, Đồng Tháp) chỉ khoảng 12 km, cách thị xã Cai Lậy (Tỉnh Tiền Giang) khoảng hơn 30 km.

## Đơn vị hành chính
Toàn xã có tổng cộng 6 ấp, gồm:
1. Ấp Bằng Lăng (ấp chợ trung tâm xã)
2. Ấp Bảy Ngàn.
3. Ấp Năm Ngàn.
4. Ấp Kênh Đứng.
5. Ấp Kênh Bích.
6. Ấp Kênh Tè.

## Địa giới hành chính
- Đông giáp xã Nhơn Ninh;
- Tây giáp xã Tân Thành;
- Nam giáp xã Hậu Mỹ Bắc B (huyện Cái Bè, Tỉnh Tiền Giang) và xã Đốc Binh Kiều (Huyện Tháp Mười, Tỉnh Đồng Tháp);
- Bắc giáp xã Tân Lập.

## Lịch sử
Xã Tân Ninh nằm trọn trong lòng vùng đất Đồng Tháp Mười, nơi đây từng là căn cứ cách mạng kháng chiến quan trọng của ta và địch trong suốt 2 cuộc kháng chiến trường kỳ.
Trong kháng chiến, nơi đây đã ghi dấu biết bao chiến thắng của quân và dân ta, nổi tiếng là chiến thắng trận Kinh Bùi. Cùng với những chiến công ấy, là sự hy sinh xương máu của biết bao người con thân yêu trên mảnh đất này, ra đi vì sự nghiệp giải phóng dân tộc, kể đến là các đồng chí: Võ Thanh Hùng, Lê Văn Trầm, Huỳnh Việt Thanh,...
Xã Tân Ninh là xã duy nhất trong 13 xã, thị trấn của huyện Tân Thạnh có số lượng mẹ Việt Nam Anh hùng nhiều nhất huyện, đồng thời cũng là xã có số lượng mẹ Việt Nam Anh hùng còn sống nhiều nhất toàn huyện.
Sau ngày Miền Nam hoàn toàn giải phóng, Đảng bộ, chính quyền và nhân dân xã Tân Ninh vinh dự được Chủ tịch nước CHXHCN Việt Nam phong tặng danh hiệu xã anh hùng, Anh hùng lực lượng vũ trang nhân dân.

## Giao thông
Hiện nay, giao thông trên địa bàn xã tương đối thuận lợi (đường thủy, đường bộ)
- Trên địa bàn có tuyến quốc lộ N2 (đường Hồ Chí Minh) đi qua dài khoảng 7 km, đến nay đã cơ bản hoàn thành, tuyến quốc lộ này được xem như trục xương sống thứ 2 đối xứng với quốc lộ 1, thuận lợi cho việc giao lưu, trao đổi hàng hóa với thành phố Tân An, thành phố Hồ Chí Minh và các địa phương khác.
- Tuyến lộ dẫn vào trung tâm xã đang được đầu tư nâng cấp mở rộng kéo dài từ đường tỉnh 837 (xã Tân Lập) đến trung tâm chợ dài khoảng 5 km.
- Tuyến đường dẫn vào quốc lộ N2 từ trung tâm khu dân cư chợ đến cầu Kinh Đứng cũng sắp được khởi công.

Trong tương lai, xã Tân Ninh nói riêng và huyện Tân Thạnh nói chung sẽ có một mạng lưới giao thông tương đối hoàn chỉnh, đồng bộ, phục vụ đắc lực cho sự phát triển kinh tế của địa phương.

## Tình hình phát triển kinh tế-xã hội
- Xã Tân Ninh là xã Điểm nông thôn mới của huyện Tân Thạnh, trong mô hình phát triển chợ nông thôn mới trên cả nước. Đến nay, xã đã đạt được nhiều tiêu chí quan trọng về phát triển cơ sở hạ tầng, kỹ thuật: các tuyến giao thông nông thôn được trải đá xanh, bê tông, các tuyến đường nội ô chợ xã (ấp chợ Bằng Lăng) ngày một khang trang nhờ việc trải nhựa, có hệ thống thoát nước, đèn chiếu sáng, thùng rác vệ sinh công cộng...Ở các ấp còn lại, thực hiện chương trình ánh sáng khu phố trong đấu tranh, phòng chống tội phạm, giữ gìn an ninh trật tự an toàn xã hội. Qua đó, trật tự, kỷ cương, nề nếp của xã ngày càng nâng cao rõ rệt.
- Nhìn chung, tính đến năm 2013 xã Tân Ninh đã đạt được nhiều tiêu chí quan trọng về xây dựng đề án nông thôn mới. Trong tương lai không xa, xã Tân Ninh sẽ đạt chuẩn đề án nông thôn mới và tiến tới xây dựng danh hiệu xã văn hóa.